# Richard Rhodes
Richard Lee Rhodes (Kansas City, 4 luglio 1937) è uno storico, giornalista e scrittore statunitense, autore sia di saggi che di romanzi, vincitore del premio Pulitzer per la saggistica nel 1988 e del National Book Award nel 1987 con l'opera L'invenzione della bomba atomica (The Making of the Atomic Bomb). Ha collaborato con Lonnie Athens.